# 南港 (舟山)
南港是位于浙江省舟山市嵊泗县大黄龙岛上的5个自然村中最大的一个，也是黄龙乡乡政府驻地。南港向属定海县管辖，1949年6月至1950年6月划入新设立的滃洲县（今岱山县的前身）。1951年12月改属嵊泗县。根据1990年12月出版的《嵊泗县地名志》，南港有人口5652人，占大黄龙乡全乡人口半数以上，属于舟山市内较大的集镇。时设南港一至五共5个村，后在约2000年前后合并为南港村。
南港村民多是长毛作乱时来此避战的镇海县澥浦一带居民的后代。所以南港村的地方庙宇也追随澥浦，祭祀“宋亡三杰”（张世杰、陆秀夫与文天祥）之一的名将张世杰。